# Washington Irving
Pour les articles homonymes, voir Irving.
Œuvres principales
Le Livre d'esquisses ; La Légende de Sleepy Hollow ; Rip Van Winkle
Washington Irving, né le 3 avril 1783 à New York  et mort le 28 novembre 1859 à Sunnyside (Tarrytown), est un écrivain américain.
Il a publié sous les pseudonymes de Geoffrey Crayon, Diedrich Knickerbocker et Jonathan Oldstyle. Il est surtout connu pour ses nouvelles, mais il a aussi écrit de nombreux essais et biographies.

## Biographie
Washington Irving est le plus jeune des onze enfants d'un riche négociant. Son prénom lui a été donné en hommage à George Washington. Très tôt, il développe une passion pour les livres, dévorant Robinson Crusoé ou les Mille et une nuits. Il étudie le droit en privé dans les bureaux d'Henry Masterton (1798), Henry Brockholst Livingston (1801) et John Ogde Hoffman (1802), et devient avocat mais ne pratique que brièvement. De 1804 à 1806, il voyage à travers l'Europe, visitant Marseille, Gênes, la Sicile (où il voit l'amiral anglais Nelson) et Rome. À son retour aux États-Unis, en 1806, Irving est admis au barreau de New York. Il monte avec ses frères une entreprise, qui périclitera en 1818. Pendant la guerre de 1812, Irving assiste militairement le gouverneur de New York, Daniel Tompkins, dans l'armée américaine.
La carrière littéraire d'Irving débute dans la presse. Il contribue, entre 1802 et 1803, à The Morning Chronicle, qui est édité par son frère Peter, puis, entre 1807 et 1808, à Salmagundi, écrivant en collaboration avec son frère William et James Kirke Paulding. De 1812 à 1814, il est rédacteur à l'Analetic magazine, à Philadelphie et à New York.
En 1809 paraît une Histoire de New York racontée par Dietrich Knickerbocker (qui est censé être un excentrique étudiant américain d'origine hollandaise), évocation fantaisiste des premières années de Manhattan à l'époque de la colonie hollandaise. Le nom de « Knickerbocker » devait d'ailleurs servir à désigner la première école littéraire américaine, dont Irving est la figure principale. Le livre appartient encore au folklore de New York, et le mot de « Knickerbocker » est toujours employé pour désigner les New-Yorkais dont la famille pourrait descendre des premiers colons hollandais. Devant le succès de ce premier ouvrage, Irving écrit dans la même veine, en 1819-1820, Le Livre de croquis de Geoffrey Crayon, gentleman, un recueil d'histoires fortement influencé par les contes populaires allemands, lequel comprend quelques-unes de ses nouvelles parmi les plus connues — La Légende de Sleepy Hollow (The Legend of Sleepy Hollow) et Rip van Winkle. En 1822, est publiée une suite, Bracebridge Hall.
Fiancé avec Matilda Hoffmann, celle-ci meurt en 1809, à l'âge de dix-sept ans. Hanté par le souvenir de la jeune femme, il ne devait jamais se marier. Après la mort de sa mère, Irving décide de s'installer en Europe, où il demeure pendant dix-sept ans, de 1815 à 1832.

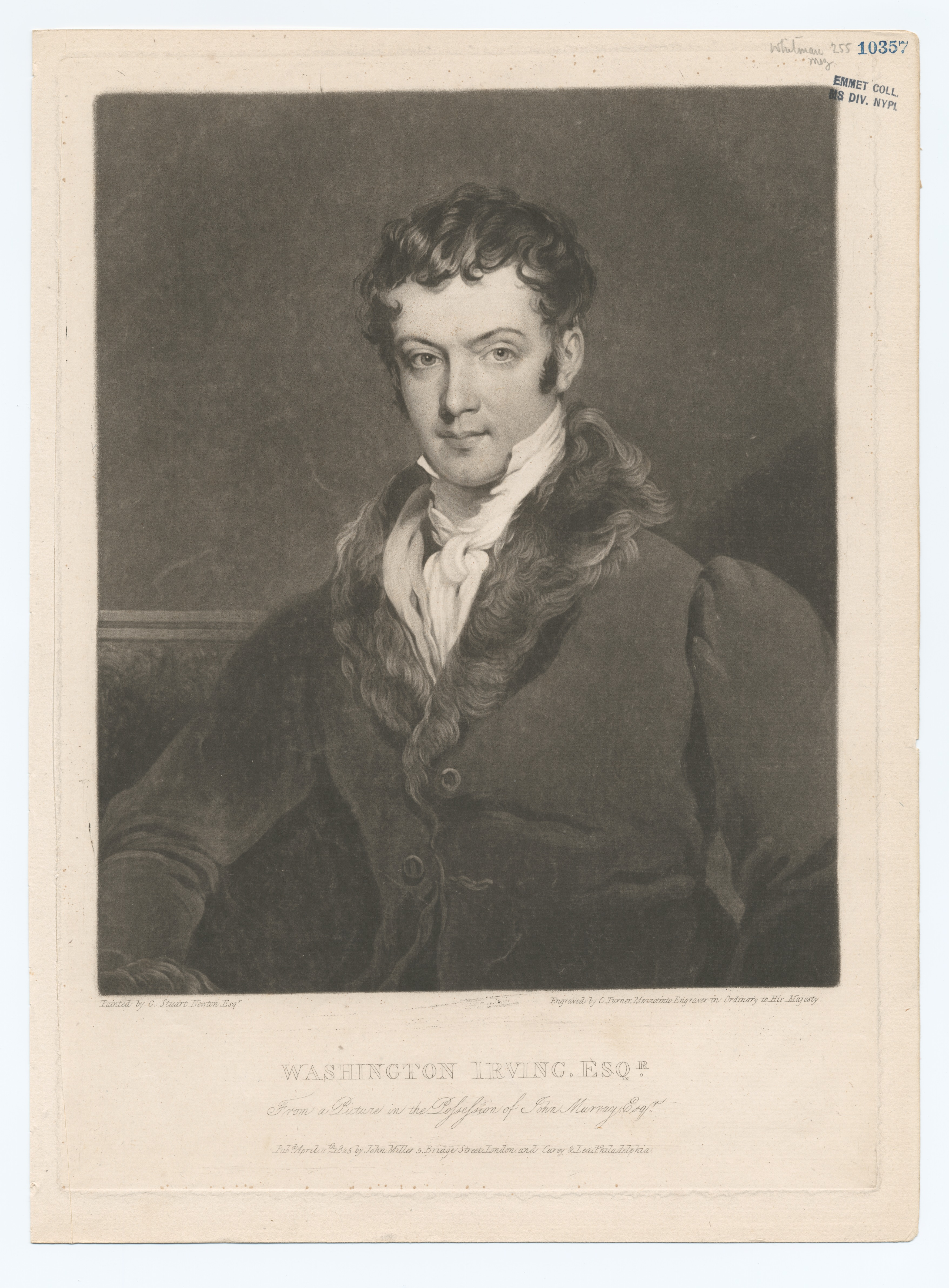
Gravure par Charles Turner
d'après Gilbert Stuart Newton, vers 1818
Historic Hudson Valley

Il se trouve à Paris en 1817 avec Charles Robert Leslie et lui présente le jeune Gilbert Stuart Newton qui revient de Florence. Newton fera son portrait, qui sera envoyé à la Royal Academy. Ce tableau est conservé à l'Historic Hudson Valley et une gravure par Charles Turner se trouve au National Portrait Gallery (États-Unis).
Il réside successivement à Dresde (1822-1823), Londres (1824) et Paris (1825). En Angleterre, il a une liaison avec la romancière Mary Shelley, auteure de Frankenstein (alors veuve de Percy Bysshe Shelley). Par ailleurs, il devient ami avec Walter Scott. Par la suite, il s'établit en Espagne, où il travaille pour l’ambassade des États-Unis à Madrid (1826-1829). De 1829 à 1832, sous le secrétariat d'État de Martin Van Buren, Irving est secrétaire de légation américaine. Pendant ce séjour en Espagne, il écrit une série de livres sur l'Espagne du XVe siècle : Une histoire et les voyages de Christophe Colomb (1828), La Chronique de la conquête de Grenade (1829), et Les Compagnons de Colomb (1831), ouvrages basés sur une recherche historique soignée, mais aussi Les Contes de l'Alhambra (1832), renvoyant à l'histoire et aux légendes de l'Espagne maure.
Irving prend des libertés dans des versions romancées de l'Histoire. En 1828, dans son livre sur Christophe Colomb, « dans lequel il affirme qu’il a consulté les archives, ce qui est faux, décrit un débat entre Colomb et des théologiens à Salamanque dans lequel ces derniers disent que Colomb est fou car la Terre est plate. Or il s’agit évidemment d’un mythe : non seulement cette assemblée ne s’est jamais tenue, mais encore, répétons-le, personne à l’époque, et surtout pas des théologiens, ne croyait que la Terre était plate. »,
En 1832, Irving rentre à New York, où il est accueilli avec enthousiasme comme le premier auteur américain à avoir conquis une renommée internationale. Il voyage dans le sud et l'ouest des États-Unis et écrit Le Mélange de Crayon, Voyage dans les prairies à l'ouest des États-Unis (1835), récit d'un voyage qui l'a mené jusqu'à Fort Gibson, à l'époque un poste frontière de l'ouest lointain, actuellement dans l'Oklahoma, et Les Aventures du capitaine Bonneville (1837). Il est l'une des premières personnalités du XIXe siècle à parler ouvertement de la dégradation des relations entre les tribus indiennes d'Amérique et les Européens dans son livre Astoria (1836). De 1836 à 1842, Irving vit au manoir de Sunnyside, à Tarrytown, sur les rives de l'Hudson, dans l’État de New York, où Charles Dickens vient lui rendre visite lors de son voyage en Amérique.

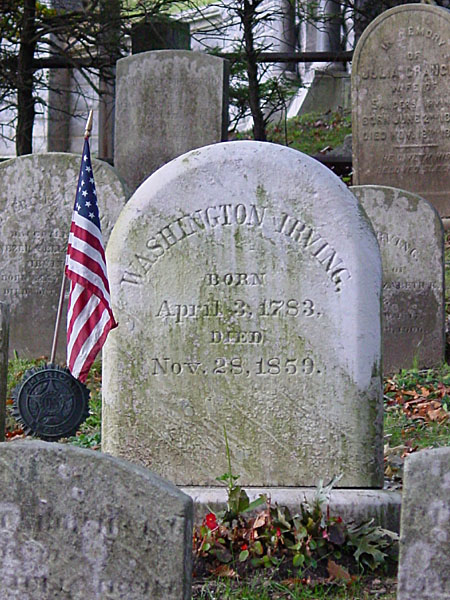
Tombe de Washington Irving.

En 1842, Irving est nommé par Daniel Webster, secrétaire d'État, ambassadeur des États-Unis en Espagne, poste qu'il occupera jusqu'en 1845. De retour en Amérique, il passe les dernières années de sa vie à Tarrytown. À cette époque, il travaille à Mahomet et ses successeurs (1849), au Perchoir de Wolfert (1855) et aux cinq volumes de La Vie de George Washington. Il meurt à Tarrytown en 1859.
En 1860-1861, les principaux travaux d'Irving ont fait l'objet d'une édition en 21 volumes. De nombreuses rues et villes des États-Unis ont été baptisées en son honneur, qu'il s'agisse d'Irvington, dans le Texas, de la ville d'Irvington, dans le New Jersey, de la rue Washington et de la rue Irving à Birmingham, dans l'Alabama, ou encore de la ville de Bracebridge, en Ontario (en référence à son roman Bracebridge Hall).
Il est considéré comme le mentor d'auteurs comme Nathaniel Hawthorne, Henry Wadsworth Longfellow, et Edgar Allan Poe. Irving a popularisé le surnom « Gotham » pour New York, plus tard utilisé dans des bandes dessinées et des films de Batman. De même, on prétend qu'il est l'inventeur de l'expression « le dollar tout-puissant ».

## Œuvres

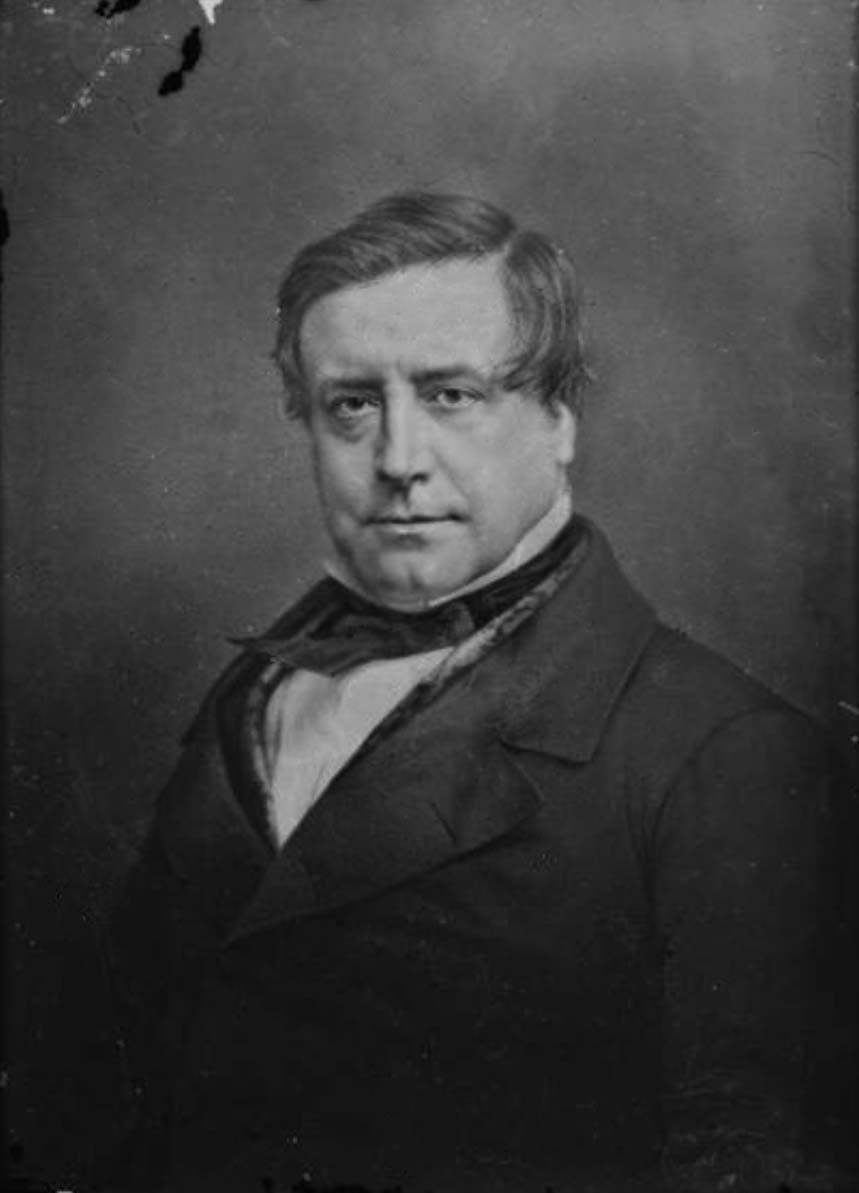
Washington Irving.

- A History of New York, 1809 — Histoire de New York, depuis le commencement du monde jusqu'à la fin de la domination hollandaise, édition en français établie par Valentin Fonteray, Paris, Éditions Amsterdam, 2006.
- Le Château de Bracebridge (Bracebridge Hall), 1822
- Lettres de Jonathan Oldstyle, gentleman (The Letters of Jonathan Oldstyle, Gent.), 1824
- Contes d'un voyageur (Tales of a Traveller), 1824

- Une histoire et les voyages de Christophe Colomb (The Life and Voyages of Christopher Columbus), 1828[4] ; tome I ; tome II ; tome III sur Manioc.org dans la réédition anglaise de 1849 comprenant Les compagnons de Colomb

- La Chronique de la conquête de Grenade (The Chronicles of the Conquest of Granada), 1829
- Les Compagnons de Colomb (Voyages and Discoveries of the Companions of Columbus), 1831
- Les Contes de l'Alhambra (Tales of the Alhambra), 1832. Traduction d'Adèle Sobry.
- Excursions dans l'Amérique méridionale, le nord-ouest des États-Unis et les Antilles, dans les années 1812, 1816, 1820 et 1824, 1833
- Mélanges (The Crayon Miscellany), Paris, Librairie de Fournier jeune, 1835, 2 volumes, traduction d'Adèle Sobry, comprend : Voyage dans les prairies à l'ouest des États-Unis (A Tour on the Prairies), 306 pages, Walter Scott et lord Byron ou Voyages à Abbotsford et à Newstead (Abbotsford and Newstead Abbey), 294 pages, et Legends of the Conquest of Spain. Publié aux États-Unis sous le pseudonyme de Geoffrey Crayon
- Astoria (Astoria or Anecdotes of an Enterprise Beyond the Rocky Mountains), 1836, traduit en français : Astoria : Le roman vrai de la première conquête de l'Ouest, Phébus, 1993,  (ISBN 978-2859402990)
- Essais et Croquis (The Sketch Book of Geoffrey Crayon, Gent.), 1837

Recueil de 34 essais et nouvelles comprenant notamment Rip Van Winkle, La Légende du Val dormant (The Legend of Sleepy Hollow)
- Les Aventures du capitaine Bonneville (The Adventures of Captain Bonneville), 1837
- La Vie d'Oliver Goldsmith (The Life of Oliver Goldsmith), 1840
- Travaux, 1848-51 (15 vols.)
- Mahomet et ses successeurs (Mahomet and His Successors), 1849
- La Vie de George Washington (The Life of George Washington), 1855-59
- Le Perchoir de Wolfert (Wolfert's Roost), 1855
- Papiers espagnols et autres mélanges, 1866 (posthume)
- Abu Hassan, 1924 (posthume)
- Le Chasseur sauvage, 1924 (posthume)
- Travaux complets, 1969-1989 (posthume, 30 volumes)
- Au cœur de l'Ouest, notes de voyage (The Journals of Washington Irving), éditions Héros-Limite, 2024.